# Pozitivni alosterni modulator
Pozitivni alosterni modulator (PAM) je lek koji indirektno povećava aktivnost receptora putem aktivacije  alosternog mesta na proteinu. PAM ligandi su slični agonistima po tome što doprinose sveukupnoj aktivaciji receptora. Oni se razlikuju po tome što ne mogu da deluju u odsustvu agonista.